# Schweizerische Musikforschende Gesellschaft
Die Schweizerische Musikforschende Gesellschaft (SMG; frz. Société Suisse de Musicologie und ita. Società Svizzera di Musicologia (SSM)) ist eine der ältesten musikwissenschaftlichen Gesellschaften der Welt. Die nationale Vereinigung wurde 1915 von »Musikforschenden, Musikern und Freunden der Tonkunst« gegründet. Sie ist nach Schweizer Vereinsrecht organisiert, hat ihren Sitz in Basel und besteht aus sieben Sektionen mit insgesamt ca. 600 Mitgliedern. Derzeitige Zentralpräsidentin ist die Musikwissenschaftlerin Cristina Urchueguía. SMG ist Mitglied der Schweizerischen Akademie der Geistes- und Sozialwissenschaften.

## Überblick
Die Gesellschaft geht auf eine 1899 gegründete Schweizer Landessektion der im gleichen Jahr entstandenen «Internationalen Musikgesellschaft» zurück. 1915 wurde die Schweizer Sektion unabhängig («Neue Schweizerische Musikgesellschaft») und gab sich 1934 ihren heutigen Namen.
Sie hat es sich zur Aufgabe gemacht, alle Aktivitäten, die im Interesse vor allem der schweizerischen musikwissenschaftlichen Forschung, liegen, zu pflegen und zu fördern. Die Gesellschaft versteht sich als »Forum für wissenschaftliche Kontakte und den Austausch von Erfahrungen, Ideen und neuen Forschungsergebnissen«, die sie auch einem größeren Publikum zur Verfügung stellt.
Zu ihren Aufgaben zählen die Veröffentlichung von Musikzeitschriften wie den Mitteilungen der Schweizerischen Musikforschenden Gesellschaft (geleitet von Willi Schuh, 1934–1936), den Publikationen der Schweizerischen Musikforschenden Gesellschaft (Haupt/Lang, 1952 ff.), den Schweizerischen Musikdenkmälern (Bärenreiter/Amadeus 1955 ff.), der Aufsatzsammlung Schweizer Beiträge zur Musikwissenschaft (Haupt, 1972–1980), des Schweizer Jahrbuchs für Musikwissenschaft (Haupt/Lang, 1924–1938 und 1981 ff.) und der Editionsreihe Musik aus Schweizer Klöstern (Kunzelmann, 2007 ff.). 1998 wurde die Schweizer Musikzeitung Organ der Schweizerischen Musikforschenden Gesellschaft.
Die Gesellschaft ermöglicht auch die Mitarbeit der Schweiz am Répertoire International des Sources Musicales (RISM) in Frankfurt am Main und am Répertoire International de Littérature Musicale (RILM). Sie ist kulturwissenschaftliches Mitglied der Schweizerischen Akademie der Geistes- und Sozialwissenschaften.
Zu den bekannten Mitgliedern und Funktionären der Gesellschaft gehören u. a. Dorothea Baumann, Antoine-Elisée Cherbuliez, Jean-Jacques Eigeldinger, Max Fehr, Paul-André Gaillard und Ernst Lichtenhahn.

## Zentralpräsidenten
- unbekannt: Hermann Suter
- 1919–1932: Max Fehr
- 1932–1935: Karl Nef
- 1935–1946: Wilhelm Merian
- 1947–1974: Ernst Mohr
- 1974–1995: Ernst Lichtenhahn
- 1996–2001: Joseph Willimann
- 2002–2012: Therese Bruggisser-Lanker
- seit 2012: Cristina Urchueguía

## Sektionen
- Basel (gegründet 1899)
- Bern
- Luzern (gegründet 1987)
- St. Gallen-Zürich (gegründet 1993)
- Suisse romande (gegründet 1980)
- Svizzera italiana
- Zürich (gegründet 1921)

## Vergebene Preise
- Glarean-Preis für Musikforschung

- 2007: Reinhard Strohm
- 2009: Martin Staehelin
- 2011: Karol Berger
- 2013: Salwa El-Shawan Castelo-Branco
- 2015: Paolo Fabbri

- Nachwuchspreis Jacques-Handschin-Preis

## Weblink
- Website der Schweizerischen Musikforschenden Gesellschaft